# Saint-Pompain
Saint-Pompain is een gemeente in het Franse departement Deux-Sèvres (regio Nouvelle-Aquitaine) en telt 805 inwoners (1999). De plaats maakt deel uit van het arrondissement Niort.

## Geografie
De oppervlakte van Saint-Pompain bedraagt 24,4 km², de bevolkingsdichtheid is 33,0 inwoners per km².
De onderstaande kaart toont de ligging van Saint-Pompain met de belangrijkste infrastructuur en aangrenzende gemeenten.

## Demografie
Onderstaande figuur toont het verloop van het inwonertal (bron: INSEE-tellingen).